# Папаниколау, Георгиос
Георгиос Николау Папаниколау (греч. Γεώργιος Παπανικολάου, 13 мая 1883, Кими, Эвбея — 1962) — греческий учёный, медик, пионер цитологии и ранней диагностики ракового заболевания. Тестом Папаниколау (Мазок Папаниколау) сегодня пользуются во всём мире для выявления рака шейки матки женщин на ранних стадиях заболевания. Был членом Американо-греческого прогрессивного просветительского союза.

## Биография
Папаниколау родился 13 мая 1883 года в городке Кими (древние Кумы) на восточном побережье острова Эвбея.
В 1904 году окончил медицинский факультет Афинского университета имени Каподистрии. В 1907 году уехал в Германию, где продолжил учёбу (биология) у профессоров Хайкел и Вайсман. В дальнейшем поступил в Мюнхенский университет, где начал биологические исследования по определению пола ракообразных, под руководством Р. Эрдвиха.
К 1910 году Папаниколау получил степень доктора от Мюнхенского университета, успев поработать и в университетах городов Йена и Фрайбург. Получив степень доктора биологии, Папаниколау уехал в Грецию и женился на Андромахе Маврогени, которая в дальнейшем стала и его научной сотрудницей.
Чета в 1911 году уехала в Монако, где Папаниколау работал физиологом в исследовательских экспедициях судна Океанографического общества княжества. В 1912 году, с началом Балканских войн, Папаниколау прервал свою научную деятельность вернулся в Грецию и вступил добровольцем в греческую армию.
После окончания Балканских войн, в конце 1913 году Папаниколау эмигрировал в США. Первоначально чета работала продавцами в магазине тканей, пока при содействии известного генетика Т. Моргана Папаниколау не поступил на работу в отделение патологии госпиталя Нью-Йорка и в департамент анатомии Колледжа Вейл Корнеллского университета, где пройдя все ступени стал к 1947 году профессором анатомии и цитологии.
После долгих исследований в области дегенеративного воздействия алкоголя на свинок, Папаниколау обратил своё внимание на проблемы размножения, связанные с функциями половых органов, на определение пола, на деятельность желез внутренней секреции и половые гормоны. В 1923 году Папаниколау применил свой метод на женщинах, начиная с собственной жены, изучая физиологию половых функций и в дальнейшем диагноз рака матки.
Папаниколау получил американское гражданство в 1928 году и в том же году последовало его сообщение о методе. Его первое сообщение об использовании цитологического метода, при диагнозе рака матки, в 1928 году было встречено с большим скептицизмом, поскольку господствующим тогда мнением было, что подобный диагноз возможен только при хирургическом вмешательстве.
Следующее сообщение Папаниколау опубликовал только в 1941 году, совместно с профессором гинекологии Herbert Traut. Через 2 года последовала иллюстрированная монография (более 3 тыс. страниц), основанная на его исследовании.
Исследования Папаниколау затронули в дальнейшем цитологические изменения при раке шейки матки и свои заключения он опубликовал в 1943 году в специализированном издании под заголовком «Диагноз рака матки при помощи мазков» (англ. Diagnosis of Uterine Cancer by the Vaginal Smear). Публикация этих работ вызвала огромный интерес мирового медицинского сообщества и немедленное опытное использование метода в разных медицинских учреждениях.
Папаниколау этими своими работами стал основателем нового научного ответвления цитологии. Метод, получивший в его честь название (метод Папаниколау, тест Папаниколау, Пап-тест), открыл широкие горизонты в медицинских исследованиях половой физиологии и эндокринологии, в особенности, при диагностике рака.
Папаниколау опубликовал более 100 работ, из них 3 — это монографии.
В 1954 году Папаниколау опубликовал свой монументальный труд Atlas of Exfoliative Cytology, закрепив официально новую медицинскую практику и специальность, созданные им практически с нуля .
В 1961 году Папаниколау переехал в Майами, для организации Онкологического исследовательского института имени Папаниколау при университете Майами, но умер 19 февраля 1962 года до открытия центра.

## Награды и память
- Георгиос Папаниколау был удостоен премии Альберта Ласкера, за достижения в области клинической медицины, ещё при жизни учёного в 1950 г[6].
- В 1952 г. Папаниколау был награждён Медалью Чести Американского общества раковых заболеваний.
- В 1978 г. почта США выпустила в его честь марку, достоинством в 13 центов.
- Портрет Папаниколау был изображён на лицевой стороне банкноты в 10 000 греческой драхмы в период 1995—2001[7], до замены драхмы на евро.
- В 2009 г. в ходе всегреческого опроса «Великие греки» Георгиос Папаниколау занял второе место уступив в популярности лишь Александру Македонскому[8].